# Meierseifen
Meierseifen ist ein Ortsteil der Ortsgemeinde Asbach im Landkreis Neuwied im nördlichen Rheinland-Pfalz. Der Ort ist vorwiegend landwirtschaftlich geprägt.

## Geographie
Der Weiler liegt im Niederwesterwald westlich des Hauptortes Asbach auf einer Anhöhe oberhalb und westlich des Pfaffenbachs. Nördlich des Orts liegt der Asbacher Ortsteil Germscheid. Meierseifen ist über die Kreisstraßen 148 und 42 mit Germscheid und Köttingen verbunden.

## Geschichte
„Seifen“ im Ortsnamen deutet auf eine fränkische Siedlung hin und bezeichnet eine Örtlichkeit, wo aus dem Boden überall Wasser hervordringt. Der Namensbestandteil „Meier“ lässt vermuten, dass hier im 13. Jahrhundert ein Meier als Unterbeamter des saynischen Vogts von Germscheid seinen Sitz hatte.
Landesherrlich gehörte Meierseifen vom 14. Jahrhundert bis 1803 zum Kurfürstentum Köln. Der Ort war Teil der „Honnschaft Elsaff“, die zum Kirchspiel Asbach gehörte und der Verwaltung des kurkölnischen Amtes Altenwied unterstand. In einer 1660 vom Kölner Kurfürsten Maximilian Heinrich angeordneten Bestandsaufnahme hatte Meierseifen zwei Höfe. 1787 standen hier vier Höfe.
Nachdem das Rheinland 1815 zu Preußen gekommen war, gehörte Meierseifen zur Gemeinde Elsaff im damals neu gebildeten Kreis Neuwied und wurde von der Bürgermeisterei Asbach verwaltet. Nach einer Volkszählung aus dem Jahr 1885 hatte Meierseifen 16 Einwohner, die in 3 Häusern lebten.
Bis zum 16. März 1974 gehörte Meierseifen zu der bis dahin eigenständigen Gemeinde Elsaff, welche mit gleichem Datum aufgelöst wurde und deren Ortschaften entsprechend der ehemaligen Kirchspielzugehörigkeit den neu gebildeten Ortsgemeinden Asbach und Buchholz zugeordnet wurden. Hierbei kam Meierseifen zu Asbach und gehört seitdem zur Gemarkung Elsaff-Asbach.